# Dirty Dancing: Havana Nights
Dirty Dancing 2 o Dirty Dancing: Havana Nights es una película de 2004 protagonizado por Diego Luna y Romola Garai, que retoma la fórmula de romance + baile del éxito de los años 80 Dirty Dancing.

## Argumento
Se trata de una historia basada en hechos reales, ambientada en Cuba en el año 1958. Kate Miller (Romola Garai), una estudiante estadounidense debe marcharse con su familia a Cuba debido al trabajo de su padre. Allí conoce a un camarero de un hotel, del que pronto se enamora, llamado Javier Suárez (Diego Luna), que le enseña a bailar salsa cubana. Ambos participan en un concurso nacional de baile, que finalmente es saboteado por los revolucionarios.
Debido a la Revolución cubana, Kate tiene que volver a EE. UU. junto a su familia, dejando a su amor en la isla, y despidiéndose con un gran último baile en La Rosa Negra.

## Personajes
- Diego Luna como Javier Suárez (protagonista).
- Romola Garai como Kate Miller (protagonista).
- Mika Boorem como Susie (Hermana de Kate Miller/Hija de Jeannie y Bert Miller).
- Sela Ward como Jeannie Miller (Madre de Kate Miller/Esposa de Bert Miller).
- John Slattery como Bert Miller (Padre de Kate Miller/Esposo de Jeannie Miller).
- Jonathan Jackson como James Phelps (Compañero/Pretendiente de Kate Miller).
- Angélica Aragón como la madre de Javier.
- Rene Lavan como Carlos Suárez (Hermano de Javier Suárez).
- Patrick Swayze como Instructor de baile (breve participación).

## Estreno
- Estados Unidos: 27 de febrero de 2004
- Canadá: 27 de febrero de 2004
- Israel: 1 de abril de 2004
- Corea del Sur: 15 de abril de 2004
- Alemania: 29 de abril de 2004
- Líbano: 29 de abril de 2004
- Austria: 30 de abril de 2004
- Georgia: 6 de mayo de 2004
- Países Bajos: 6 de mayo de 2004
- Suiza: 6 de mayo de 2004
- Australia: 13 de mayo de 2004
- Rusia: 13 de mayo de 2004
- Filipinas: 19 de mayo de 2004
- Francia: 2 de junio de 2004
- Polonia: 4 de junio de 2004
- Emiratos Árabes Unidos: 23 de junio de 2004
- Bélgica: 30 de junio de 2004
- Eslovenia: 1 de julio de 2004
- Hungría: 8 de julio de 2004
- Portugal: 8 de julio de 2004
- Noruega: 16 de julio de 2004
- España: 16 de julio de 2004
- Suecia: 16 de julio de 2004
- República Checa: 29 de julio de 2004
- Tailandia: 29 de julio de 2004
- Brasil: 30 de julio de 2004
- Eslovaquia: 19 de agosto de 2004
- Islandia: 20 de agosto de 2004
- Italia: 10 de septiembre de 2004
- Turquía: 1 de octubre de 2004
- Reino Unido: 1 de noviembre de 2004 (DVD premiere)
- Egipto: 1 de diciembre de 2004
- México: 10 de diciembre de 2004
- Finlandia: 2 de febrero de 2005 (DVD premiere)
- Argentina: 2 de marzo de 2005 (video premiere)
- Japón: 9 de julio de 2005

## Banda Sonora
- "Dance like this" (Wyclef Jean ft. Claudette Ortiz)
- "Dirty Dancing" (The Black Eyed Peas)
- "Guajira" (Yerba Buena)
- "Can I walk by" (Jazze Pha)
- "El beso del final" (Christina Aguilera)
- "Represent, Cuba" (Orishas)
- "Do you only wanna dance" (Mýa)
- "You send me" (Shawn Kane)
- "El estuche" (Aterciopelados)
- "Do you only wanna dance" (Júlio Daviel Big Band)
- "Satellite" (Santana)